# Weinbau in Rheinland-Pfalz

Weinblätter bilden die Volkskrone auf dem Wappen von Rheinland-Pfalz.

Der Weinbau in Rheinland-Pfalz spielt eine wichtige Rolle im Wirtschaftsleben des Landes.
Insgesamt sechs der 13 deutschen Weinbaugebiete für Qualitäts- und Prädikatswein liegen innerhalb der Landesgrenzen von Rheinland-Pfalz. Mehr als 65 % des deutschen Weines werden in den rheinland-pfälzischen Weinbaugebieten Ahr, Mittelrhein, Mosel, Nahe, Pfalz und Rheinhessen hergestellt. Um diesen besonderen Stellenwert des Weines zum Ausdruck zu bringen, befindet sich auf dem Landeswappen eine Volkskrone aus Weinblättern. Darüber hinaus existiert mit dem Ministerium für Wirtschaft, Verkehr, Landwirtschaft und Weinbau eine Landesbehörde, die den Begriff Weinbau offiziell im Titel führt.
Die Deutsche Weinstraße befindet sich ebenfalls in Rheinland-Pfalz.

## Weinbaugebiete
In Rheinland-Pfalz gibt es in den sechs Weinanbaugebieten Ahr, Mittelrhein, Mosel, Nahe, Rheinhessen und Pfalz eine bestockte Rebfläche von insgesamt ca. 64.461 ha. Von den ca. 102.592 ha in Deutschland besitzt Rheinland-Pfalz damit den größten Anteil. Insgesamt sind die rheinland-pfälzischen Weinbaugebiete für mehr als 65 % der in Deutschland hergestellten Weine verantwortlich. Aus diesem Grund gibt es auch bei der Staatsanwaltschaft Bad Kreuznach die Landeszentralstelle für Wein- und Lebensmittelstrafsachen, die jährlich ca. 250 Verfahren bearbeitet.

## Sortenspiegel

### Weißwein
Die am häufigsten angebauten Weißweinrebsorten (ca. 48.081  Hektar) sind in absteigender Reihenfolge: Riesling (≈ 18.272 Hektar), Müller-Thurgau (Rivaner ≈ 6.657  Hektar), Grauburgunder (Ruländer ≈ 5.304 Hektar), Weißer Burgunder (≈ 3.878 Hektar), Silvaner (≈ 2.502 Hektar), Chardonnay (≈ 2.241 Hektar), Sauvignon Blanc (≈ 1.557 Hektar), Kerner (≈ 1.420 Hektar), Scheurebe (≈ 1.180 Hektar), Bacchus, Faberrebe, Huxelrebe, Ortega, Morio-Muskat, Elbling, Gewürztraminer, Reichensteiner, Ehrenfelser, Siegerrebe, Optima, Regner, Würzer, Auxerrois.
28 Prozent der gesamten Rebfläche in Rheinland-Pfalz waren im Jahr 2023 mit Rieslingreben bestockt. Dies ist der höchste Anteil für diese traditionell wichtige Rebsorte im Land, die in den letzten dreißig Jahren nachgewiesen werden konnte.
Quelle: Statistisches Landesamt Rheinland-Pfalz

### Rotwein
Bei den Rotweinrebsorten (≈ 16.929 Hektar) sind dies in absteigender Reihenfolge: Dornfelder (≈ 6.106 Hektar), Spätburgunder (≈ 4.357 Hektar), Blauer Portugieser (≈ 2.010 ha) Regent (≈ 1.160 Hektar), Merlot (≈ 714 Hektar), St. Laurent (≈ 531 Hektar), Cabernet Sauvignon (≈ 411 Hektar), Dunkelfelder, Frühburgunder, Müllerrebe, Heroldrebe, Cabernet Mitos, Acolon, Cabernet Dorsa, Domina.
Quelle: Statistisches Landesamt Rheinland-Pfalz

### Sekt
Bedeutsam sind auch die Sektkellereien: Kupferberg und Goldhand (Weinbau in Mainz), Deinhard (Koblenz), Schloss Wachenheim (Wachenheim an der Weinstraße), Faber (Trier) sowie viele mittelständische Erzeuger von Winzersekt. Seit den 2000er Jahren ist das Sekthaus Raumland eines der ausgezeichnetesten in Deutschland und das erste und einzige VDP Sektgut.

## Betriebsgrößen
Die Zahl der Weinbaubetriebe in dem Bundesland sank zwischen 2010 und 2020 auf 15.151 und reduzierte sich damit um 20 Prozent. Dies ging einher mit einer Vergrößerung der durchschnittlich verfügbaren Betriebsgröße auf eine Fläche von 6,6 Hektar; Kleinstbetriebe mit weniger als 0,5 Hektar Rebfläche wurden nicht in der Statistik erfasst. Der allgemeine Konzentrationsprozess in der deutschen Landwirtschaft vollzog sich somit in den vergangenen Jahren im rheinland-pfälzischen Weinbau deutlich schneller als in der Landwirtschaft allgemein. 23 Prozent der Weinbaubetriebe bewirtschaften im Jahr 2010 rund 61 Prozent der Ertragsrebflächen in Rheinland-Pfalz.

## Great Wine Capitals
Seit Juni 2008 sind Mainz und Rheinhessen Mitglied im Great Wine Capitals Global Network (GWC) – einem Zusammenschluss der bekanntesten Weinbaustädte weltweit. Neben Mainz befinden sich in diesem Verbund Städte und Regionen wie Bilbao: Rioja, Bordeaux: Bordeaux (Weinbaugebiet), Christchurch: Südinsel (Neuseeland), Florenz: Toskana, Kapstadt: Cape-Winelands, Mendoza: Mendoza, Porto: Dourotal sowie San Francisco: Napa Valley.

## Liste der größten Weingemeinden in den jeweiligen Anbauregionen
| Größte Weinbaugemeinden im Anbaugebiet | Rang unter allen Weinbaugemeinden in RLP nach Rebfläche | Bestockte Rebfläche (in Hektar) | Rebsorte (Anteile in Prozent) | Rebsorte (Anteile in Prozent) |
| Größte Weinbaugemeinden im Anbaugebiet | Rang unter allen Weinbaugemeinden in RLP nach Rebfläche | Bestockte Rebfläche (in Hektar) | Weißwein                      | Rotwein                       |
| -------------------------------------- | ------------------------------------------------------- | ------------------------------- | ----------------------------- | ----------------------------- |
| _ Ahr                                  |                                                         | 562                             | 16,3                          | 83,7                          |
| Bad Neuenahr-Ahrweiler                 | 53                                                      | 286                             | 9,5                           | 90,5                          |
| Dernau                                 | 196                                                     | 109                             | 12,8                          | 87,1                          |
| _ Mittelrhein                          |                                                         | 450                             | 85,1                          | 14,9                          |
| Boppard                                | 262                                                     | 67                              | 87,4                          | 12,6                          |
| Oberheimbach                           | 283                                                     | 57                              | 89,9                          | 10,1                          |
| _ Mosel                                |                                                         | 8.691                           | 90,5                          | 9,5                           |
| Piesport                               | 31                                                      | 401                             | 94,8                          | 5,2                           |
| Konz                                   | 60                                                      | 271                             | 92,5                          | 7,5                           |
| Zell (Mosel)                           | 61                                                      | 268                             | 93                            | 7                             |
| Leiwen                                 | 63                                                      | 256                             | 94,0                          | 6,0                           |
| Bernkastel-Kues                        | 72                                                      | 234                             | 95,9                          | 4,1                           |
| Brauneberg                             | 75                                                      | 229                             | 89,2                          | 10,8                          |
| Mehring                                | 76                                                      | 225                             | 95,3                          | 4,7                           |
| Trittenheim                            | 80                                                      | 221                             | 94,0                          | 6,0                           |
| _ Nahe                                 |                                                         | 4.203                           | 75,4                          | 24,6                          |
| Bad Kreuznach                          | 5                                                       | 832                             | 78,8                          | 21,2                          |
| Guldental                              | 32                                                      | 393                             | 71,7                          | 28,3                          |
| Wallhausen                             | 67                                                      | 239                             | 66                            | 34                            |
| Mandel                                 | 94                                                      | 192                             | 69,3                          | 30,7                          |
| _ Rheinhessen                          |                                                         | 26.578                          | 70,1                          | 29,9                          |
| Worms                                  | 3                                                       | 1.564                           | 62,6                          | 37,4                          |
| Nierstein                              | 7                                                       | 791                             | 76,2                          | 23,8                          |
| Westhofen                              | 8                                                       | 786                             | 73,1                          | 26,9                          |
| Alzey                                  | 9                                                       | 778                             | 72,0                          | 28,0                          |
| Alsheim                                | 10                                                      | 705                             | 72,7                          | 27,3                          |
| Bechtheim                              | 11                                                      | 664                             | 72,4                          | 27,6                          |
| Flörsheim-Dalsheim                     | 12                                                      | 643                             | 67,2                          | 32,8                          |
| Ingelheim am Rhein                     | 13                                                      | 635                             | 49,7                          | 50,3                          |
| Bingen am Rhein                        | 15                                                      | 567                             | 72,9                          | 27,1                          |
| Saulheim                               | 16                                                      | 521                             | 75,4                          | 24,6                          |
| Osthofen                               | 20                                                      | 474                             | 70,1                          | 29,9                          |
| Guntersblum                            | 21                                                      | 467                             | 73,2                          | 26,8                          |
| Dittelsheim-Heßloch                    | 23                                                      | 467                             | 72,1                          | 27,9                          |
| Stadecken-Elsheim                      | 24                                                      | 442                             | 73,6                          | 26,4                          |
| _ Pfalz                                |                                                         | 23.613                          | 63,7                          | 26,3                          |
| Landau in der Pfalz                    | 1                                                       | 2.062                           | 63,9                          | 36,1                          |
| Neustadt an der Weinstraße             | 2                                                       | 2.028                           | 65,9                          | 34,1                          |
| Billigheim-Ingenheim                   | 4                                                       | 839                             | 61,4                          | 38,6                          |
| Bad Dürkheim                           | 6                                                       | 822                             | 66,7                          | 33,3                          |
| Kirrweiler (Pfalz)                     | 14                                                      | 587                             | 66,8                          | 33,2                          |
| Edesheim                               | 17                                                      | 505                             | 60,0                          | 40,0                          |
| Deidesheim                             | 18                                                      | 497                             | 85,1                          | 14,6                          |
| Wachenheim an der Weinstraße           | 19                                                      | 474                             | 74,1                          | 25,9                          |
| Göcklingen                             | 22                                                      | 463                             | 65,3                          | 34,7                          |
| Freinsheim                             | 25                                                      | 436                             | 60,6                          | 39,4                          |
| Bockenheim an der Weinstraße           | 27                                                      | 432                             | 59,1                          | 40,9                          |
| Heuchelheim-Klingen                    | 30                                                      | 403                             | 61,4                          | 38,6                          |
| Ruppertsberg                           | 34                                                      | 391                             | 79,4                          | 20,6                          |

## Rechtliches
In Rheinland-Pfalz besteht seit 2013 für die Winzer die Eiswein lesen wollen, eine Meldepflicht. Die Winzer müssen hierzu die Lage und die Temperatur, bei der gelesen wird, melden. Entsprechende Weinkontrolleure überprüfen die Qualität der Trauben. Die Meldepflicht wurde nötig, da 2011 ein großer Teil des vermeintlichen Eisweines nicht von den Prüfern anerkannt wurde. Im ersten Jahr haben sich 102 Betriebe hierfür gemeldet.

## Staatsweingüter in Rheinland-Pfalz
Die vier Staatsweingüter sind rechtlich und organisatorisch unselbstständige Einrichtungen der Dienstleistungszentren Ländlicher Raum (DLR). Das fünfte rheinland-pfälzische Staatsweingut Staatliche Weinbaudomäne Trier in Trier-Avelsbach wird seit 2016 an das Sozialwerk des Deutschen Roten Kreuzes verpachtet. Die
- Staatliche Weinbaudomäne Oppenheim
- Staatsweingut Mosel Bernkastel-Kues
- Staatsweingut Bad Kreuznach
- Staatsweingut Johannitergut Neustadt an der Weinstraße

erwirtschafteten 2014 zusammen ein Defizit von 3,1 Mio. Euro, das sind pro Hektar zwischen 14.000 und 118.000 Euro je Betrieb. Der Bestand eines weiteren Betriebes wird darin infrage gestellt. Der Rechnungshof Rheinland-Pfalz bemängelte in seinem Prüfbericht 2014 insbesondere unzureichende Auslastung der Kellerkapazitäten, Verfehlung der Erntemengen und Fehlen der Erhöhung des Absatzes sowie die Reduzierung der Personalkosten. Im Versuchsbetrieb fehlten konkrete Zielvorgaben, Priorisierungen und eine saubere Ressourcenplanung und weiter: „Bei einem Teil der Versuche bestand kein öffentliches Interesse.“

## Kino Vino
Kino Vino war eine Form der Kommunikationspolitik des rheinland-pfälzischen Landwirtschafts- und Weinbauministeriums. Seit 1995 spielte diese, in ihrer Form einzigartige Veranstaltungsreihe eine Rolle im Marketing-Mix dieses Bundeslandes. 2017 wurde der Veranstaltung die Unterstützung durch das MWVLW.rlp entzogen.
Den Weinbau in Rheinland-Pfalz repräsentieren sechs Weinanbaugebiete mit sechs besonderen Weinen. Ein Winzersekt brut und ein Traubensaft aus rheinland-pfälzischer Traubenproduktion ergänzen die in Verbindung mit anspruchsvollen Kinofilmen vorgestellte Produktpalette. Im Jahr 2008 waren 28 Kinos an diesem Eventmarketing beteiligt. Die eingereichten Weine werden von einer Jury unter Beteiligung von Medienpartnern, wie einer Fachzeitschrift, einem Radiosender, dem Deutschen Weininstitut, Stadtmagazin, dem Ministerium und einer Weinkönigin des Bundeslandes blindverkostet und beurteilt. Die Gewinnerweine werden während der Kinoveranstaltungen, meist in Stadtkinos, ausgegeben.